# Шкляров, Виталий Валентинович
Виталий Валентинович Шкляров (род. 11 июля 1976, Гомель, БССР, СССР) — белорусский и американский политический консультант, политтехнолог.
В 2002 году он окончил университет Фехты в земле Нижняя Саксония по специальности «Социальные и политические науки». Там же в Германии он начал свою карьеру политконсультанта в Германии. Во время учёбы Виталий работал в кампании Ангелы Меркель.

## В США
В 2008 году переехал в США, где стал волонтёром в президентском предвыборном штабе Барака Обамы. Несмотря на свой опыт в Германии, в США Виталий начинал карьеру с позиции полевого агитатора. В начале своей работы в штабе Обамы Виталий делал звонки из подвала, расположенного в колл-центре штаб-квартиры Демократического национального комитета.
В 2012 году Шкляров стал начальником полевого отдела на кампании Тэмми Болдуин. Отвечал за создание полевой инфраструктуры и сети агитаторов в штате Висконсин. Кампания была выиграна, Тэмми Болдуин стала первой в истории женщиной-сенатором от штата Висконсин, а также первым сенатором, являющимся открытым гомосексуалом.
В 2012 году Шкляров также отвечал за мобилизационную часть кампании Барака Обамы в городе Милуоки, штат Висконсин. Кампания по мобилизации избирателей перед днём голосования (GOTV) в городе Милуоки удостоилась двух премий Американской ассоциации политкоснультантов (AAPC).
В 2014 году работал на избирательной кампании Ро Ханны в Конгресс США. Отвечал за кампанию в интернете и был руководителем штаба в городе Купертино, Калифорния. Избирательная кампания проходила в округе № 17 штата Калифорния, в этом округе находится Кремниевая долина. Кандидатура Ханны была поддержана компаниями Google, Facebook и Yahoo и представляла собой необычную кампанию против текущего эстеблишмента демократической партии, однако победить действующего конгрессмена не удалось.
В 2016 году Виталий пришёл работать в штаб кандидата в Президенты США сенатора Берни Сандерса. Он занимался организацией мобилизационной части избирательной кампании во время праймериз демократической партии в штате Невада. Затем работал заместителем руководителя кампании в штате Вашингтон, где Берни Сандерс одержал победу над Хиллари Клинтон. После кампании в штате Вашингтон Виталий был повышен до заместителя начальника национального штаба по агитационной работе. В результате праймериз Демократической Партии США победу на них одержала Хиллари Клинтон.

## Деятельность в России и Грузии

Виталий Шкляров выступает перед кандидатами в муниципальные депутаты, Москва, 2017

В мае 2016 года Шкляров получил приглашение присоединиться к штабу Дмитрия Гудкова. Занимался формированием содержания агитационных материалов, работой с кандидатом на предвыборных встречах. По итогам выборов Дмитрий Гудков проиграл Геннадию Онищенко, заняв второе место в одномандатном избирательном округе.
В 2017 году Виталий Шкляров работал в штабе «Объединённые Демократы». Штаб под руководством Максима Каца вёл кампании более чем 1000 оппозиционных кандидатов в муниципальные депутаты в Московские районные собрания. Большинство депутатов выдвигались от партии «Яблоко». 267 кандидатов избрались депутатами районных советов Москвы в результате данной кампании, в 17 районах представители коалиции получили большинство.
Позже в 2017 году в штабе Ксении Собчак на выборах Президента России отвечал за онлайн часть кампании и подготовку инфраструктуры для работы со сторонниками.
В 2018 году вошёл в штаб оппозиционного кандидата в президенты Грузии Григория Вашадзе. По результатам первого тура выборов Вашадзе набрал 37,7 % голосов и вышел во второй тур.
В 2019 году работал в штабе Дарьи Бесединой на выборах в Московскую городскую думу. По итогам голосования Беседина набрала 37,60 % голосов, обойдя своего главного конкурента Вадима Кумина (32,28 %), и была избрана депутатом Московской городской думы.

## Арест в Белоруссии
29 июля 2020 года Виталий Шкляров был арестован в Белоруссии. Сообщивший об этом государственный телеканал ОНТ с ссылкой на неназванных представителей белорусских спецслужб назвал его «российским пиар-специалистом», который консультировал администраторов групп «Страна для жизни» — блога Сергея Тихановского, попавшего под арест после начала предвыборной кампании (его супруга Светлана Тихановская зарегистрирована кандидатом на пост президента Белоруссии). Срок ареста продлен до конца сентября.
Адвокат Виталия, Антон Гашинский, рассказал о пыточных условиях содержания его подзащитного в следственном изоляторе № 1 МВД в Минске на ул. Володарского, дом 2, более известном как «Володарка», и сравнил их с ГУЛАГом. В частности, введён запрет на переписку, ведение записей и передачу книг, практикуется многочасовая изоляция без одежды в «стакане» («комната метр на метр без сидячего места, где он провел шесть часов стоя: без питья, без еды, без возможности присесть или прилечь»), беседы с неизвестными в отсутствие адвоката и с запретом обсуждения их содержания, лишение сна путем включения громких звуков по ночам. Шклярова заставляют бриться тупой бритвой каждый день несмотря на очень сильное раздражение кожи под угрозой помещения в карцер. Шкляров публично отрицал связи с Тихановским.
Европейская федерация журналистов призывает власти Белоруссии освободить Виталия. Несколько правозащитных организаций направили письмо верховному комиссару ООН по правам человека Мишель Бачелет и комиссару Совета Европы по правам человека Дуне Миятович и попросили их о вмешательстве в ситуацию с арестованным Виталием Шкляровым.
14 октября 2020 года мера пресечения была изменена на домашний арест, 19 октября освобождён из СИЗО.
После звонка главы Госдепартамента США Майка Помпео президенту Беларуси, 27 октября 2020 года вернулся в США в сопровождении спецпредставителя президента США по делам заложников. После возвращения был направлен в больницу на обследование, состояние его здоровья оценивалось как удовлетворительное. В распространённом в тот же день заявлении глава Госдепартамента сообщил: «как мы с президентом [Трампом] дали ясно понять, мы не потерпим, чтобы иностранные власти неправомерно задерживали граждан США».
Живёт в Киеве.